# Mesenchytraeus flavus
Mesenchytraeus flavus är en ringmaskart som först beskrevs av Levinsen 1884.  Mesenchytraeus flavus ingår i släktet Mesenchytraeus, och familjen småringmaskar. Arten är reproducerande i Sverige.